# 高松カントリー倶楽部
高松カントリー倶楽部（たかまつカントリーくらぶ）は、 香川県坂出市にあるゴルフ場である。

## 概要
1950年頃、四国にはゴルフ場が一つもなかった、ゴルファーは対岸の岡山県倉敷市の岡山霞橋ゴルフ倶楽部（1930年開場）や岡山ゴルフ倶楽部・帯江コース（1953年開場）へ通っていた。宇高連絡船で宇野駅へ、宇野駅から宇野線で茶屋町駅、バスで倉敷、そこからタクシーで岡山霞橋ゴルフ倶楽部へ、所要時間3時間30分もかかった。高松ゴルフ同好会一同の悲願は、「船に乗らないで行けるコース」だった。そして、彼らは高松周辺でゴルフ場が造れる用地を探しまわった。
ようやく探し当てたのが、坂出郊外の城山台地だった、梯形の台地で標高462メートル、約20万坪と18ホール規模のコースには十分な用地だった。コース用地として適するか判定を依頼した、「鳴尾ゴルフ倶楽部」（兵庫県、1920年（大正9年）開場）、「三好カントリー倶楽部」（愛知県、1961年（昭和36年）開場）の設計者 J・E・クレインの現地調査で適地と判断された。
1953年（昭和28年）、コース設計を丸毛信勝に依頼し、アウトコース9ホールの造成工事を着工した。翌1954年（昭和29年）9月23日、アウトコース9ホールのコースが完成、四国では戦後初の本格的コースが開場された。1956年（昭和31年）9月22日、増設のインコース9ホールが完成し、18ホール規模のゴルフ場が完成した、四国初の18ホールのゴルフ場である。
2014年（平成26年）9月、倶楽部の経営を「リゾートソリューション株式会社」に譲渡された。2016年（平成28年）10月、経営会社リゾートソリューション株式会社の名称を「リソルホールディングス株式会社」に商号変更し「リソルグループ」となった。
2018年1月、韓国の清光グループの所有となり、現在運営されている。栃木県にゴルフクラブゴールデンウッドが姉妹コースとなっている。

## 所在地
〒762-0021 香川県坂出市西庄町城山1625-15

## コース情報
- 開場日 - 1954年9月23日
- 設計者 - 丸毛 信勝
- 面積 - 660,000m2（約19.9万坪）
- コースタイプ - 山岳コース
- コース - 18ホールズ、パー72、6,320ヤード

、コースレート71.3
- フェアウェー - コウライ
- ラフ - ノシバ
- グリーン - 1グリーン、コウライ
- ハザード - バンカー84、池が絡むホール1
- ラウンドスタイル - キャディ・セルフ選択可、乗用電磁誘導カート使用ツーサム可
- 練習場 - 8打席230ヤード
- 休場日 - なし[1][2]

## クラブ情報
- ハウス面積 - 2,566m2（776.2坪）
- ハウス設計 - 大成建設株式会社
- ハウス施工 - 大成建設株式会社[1][2]

## ギャラリー
- コース - 「高松カントリー倶楽部」、コース紹介、2021年4月16日閲覧
- ハウス - 「高松カントリー倶楽部」、施設案内、2021年4月16日閲覧

## 交通アクセス
- 鉄道 - 予讃線（JR四国） - 坂出駅より タクシー利用約20分
- 道路 - 瀬戸中央自動車道 - 坂出ICより 6km[3]

## 関連文献
- 『ゴルフ博物誌』、荒垣秀雄著、「瀬戸内海を一望に 高松カントリー倶楽部」、東京 実業之日本社、1968年、2021年6月2日閲覧
- 『建築と社会 Architecture and society』、「作品作風 社団法人高松カントリー倶楽部クラブハウス / 大成建設四国支店」、大阪 日本建築協会、1990年5月、2021年6月2日閲覧
- 『ゴルフ場ガイド 西版』、2006-2007、「高松カントリー倶楽部」、東京 ゴルフダイジェスト社、2006年5月、2021年4月16日閲覧
- 『美しい日本のゴルフコース BEAUTIFUL GOLF CULTURE IN JAPAN 日本のゴルフ110年記念 ゴルフは日本の新しい伝統文化である』、ゴルフダイジェスト社「美しい日本のゴルフコース」編纂委員会編、「四国初のコースは原史・古代山城の跡地、城山台地に造られた」、東京 ゴルフダイジェスト社、2013年12月、2021年4月16日閲覧